# Manuel Bartolomé Ferreyros
Manuel Bartolomé Ferreyros de la Mata (Lima, 24 de agosto de 1793 - ibídem, 24 de septiembre de 1872) fue un político, diplomático y escritor peruano. Ejerció numerosos cargos públicos. Aunque algunos lo describieron como un simple burócrata, sus servicios a la naciente república peruana fueron muy valiosos. Fue tres veces ministro de Relaciones Exteriores en diversos gobiernos (1835, 1839-1841 y 1849-1851) y dos veces ministro de Hacienda (1838 y 1839-1841). También se le confió numerosos cargos diplomáticos. Destacado internacionalista, presidió el primer Congreso Americano que se reunió en Lima, en 1847-1848, durante el primer gobierno de Ramón Castilla. Fue también diputado en diversos Congresos Constituyentes de la República: el de 1822 (del que fue secretario), el de 1839 (del que fue presidente) y el de 1860.
Fue muy reconocido por su cultura y erudición. Se decía que "no había un libro importante que inmediatamente no fuese pedido a Europa y leído y estudiado por él", llegando así a conformar una biblioteca muy nutrida. Siempre estuvo presto a responder las consultas que sobre los problemas generales de la administración le solían hacer sus amigos.

## Biografía
Sus padres fueron Manuel Ferreyros y Pérez, español, y María Andrea de la Mata y Ulloa, limeña. Estudió en el Colegio de San Ildefonso. A los quince años de edad ingresó como empleado meritorio en el servicio de la contaduría de la aduana, siendo sucesivamente ascendido a amanuense (1808), oficial tercero (1816) y oficial segundo (1821).
Pese a ser un empleado al servicio del gobierno virreinal, no dudó en sumarse a la causa de la Independencia y firmó el acta de declaración que el pueblo de Lima aprobó en cabildo abierto el 15 de julio de 1821. Presentó ante la Sociedad Patriótica una memoria sobre pesca (5 de marzo de 1822).
Elegido diputado por el Cusco, pasó a integrar el primer Congreso Constituyente, del que fue secretario de 20 de marzo a 20 de mayo de 1823, y el 20 de noviembre de 1824. Colaboró en el semanario La Abeja Republicana, defensor del ideario republicano frente a las ideas monárquicas (1823). Formó parte de la comisión enviada a la Gran Colombia para gestionar la venida de Bolívar. El presidente José de la Riva Agüero lo deportó con otros siete parlamentarios, pero poco después se reincorporó al Congreso.
Finalizada la guerra de la Independencia, el congreso lo envió a la Gran Colombia como ministro plenipotenciario, para agradecer a ese país los auxilios prestados en la causa común de la independencia, así como hacer presente lo importante que era para el Perú contar con la presencia de Bolívar (1825).
De vuelta al Perú, fue designado administrador de aduanas (1826). En 1827 fue nombrado prefecto de Lima, cargo que renunció al producirse el golpe de Estado que depuso al presidente José de La Mar (1829).
Luego pasó a Bolivia como ministro plenipotenciario (27 de septiembre de 1830), con la misión de negociar los tratados de amistad y cooperación entre Perú y Bolivia; para tal efecto tuvo varias conferencias con el ministro boliviano Casimiro Olañeta en la ciudad de Arequipa, hasta el 9 de febrero de 1831. Acompañó luego al presidente Agustín Gamarra como secretario general, durante la campaña en la frontera con Bolivia. 
De vuelta en Lima, fue nombrado director general de Aduanas (1833). Instaurada la dictadura del teniente coronel Felipe Santiago Salaverry, se puso al servicio de esta como ministro de Gobierno y Relaciones Exteriores, de 20 de mayo a 24 de junio de 1835. Tras la derrota y muerte de Salaverry, pasó a Ecuador, donde redactó el periódico El Ariete, en cuyas páginas combatió a la Confederación Perú-Boliviana (1838).
Retornó al Perú con el Ejército Restaurador del Perú que aliado con los chilenos atacó a al gobierno confederado. Cuando Gamarra formó en Lima su gobierno provisorio, fue nombrado en ausencia ministro de Hacienda (24 de agosto de 1838), cargo que fue ocupado por otro. Y aunque volvió a ser designado para ocupar dicho portafolio el 29 de julio de 1839, tuvo que dejarlo prontamente pues fue elegido diputado para representar a Lima en el Congreso General Constituyente reunido en Huancayo (de 15 de agosto a 28 de noviembre de 1839), asamblea de la que llegó a ser presidente.
Gamarra, reconociendo sus méritos como hombre de Estado, lo nombró ministro de Gobierno y Relaciones Exteriores, cargo que ejerció del 23 de noviembre de 1839 a 12 de julio de 1841. Uno de sus grandes logros fue la firma con el representante de Brasil en Lima, señor Duarte Da Ponte Ribeyro, de un "tratado de paz, amistad, comercio y navegación". Ello marcó el inicio formal de las relaciones del Perú con dicha potencia sudamericana (8 de julio de 1841). Al margen de los acuerdos de navegación y comercio, así como la manera en que debían desarrollarse las correspondientes transacciones, se convino en lo referente al arreglo de límites "llevarla a cabo lo más pronto posible de acuerdo al uti possidetis de 1821", con el compromiso de realizar cambios o compensaciones territoriales, de acuerdo a lo convenido entre las partes. Al día siguiente se firmó una Convención Postal, con la participación de los mismos diplomáticos.
Fue director del servicio de Correos (1841); miembro del Consejo de Estado (1845-1849), del que fue 2.° vicepresidente; y delegado del Perú en el Congreso Americano que por entonces se reunió en Lima con el objeto de establecer la tranquilidad y la seguridad de los pueblos americanos (1847-48).
Con los representantes de Chile y Nueva Granada (actual Colombia) negoció el pago de las deudas de la guerra de la Independencia, honrando así el compromiso hecho por el Perú en retribución de la ayuda prestada por los ejércitos libertadores, pese a la oposición de algunas voces, que consideraban que al haber sido la independencia una empresa continental mancomunada y donde los peruanos aportaron más que ningún otro pueblo con la sangre de sus hijos, el gobierno no debía pagar nada.
En las postrimerías del primer gobierno de Castilla fue nombrado nuevamente ministro de Relaciones Exteriores, cargo que ejerció del 25 de agosto de 1849 al 20 de abril de 1851.
En 1855 fue nombrado director general de Hacienda y presidió las operaciones de consolidación de la deuda interna. Fue también designado director general de Estudios y como tal orientó la reorganización del sistema educativo llevado a cabo por el segundo gobierno de Castilla. Asimismo, integró la Junta designada para acordar el Tratado Continental, cuyo fin era organizar un frente mancomunado de las naciones sudamericanas ante la amenaza intervencionista de las potencias europeas.
Fue acreditado como ministro plenipotenciario en Ecuador (1858-1859) y en Bolivia (1859).
Fue también miembro honorario del Colegio de Abogados de Lima, miembro del jurado para los casos de responsabilidad de la Corte Suprema, presidente de la junta de examen fiscal para investigar los fraudes de la consolidación y miembro del Consejo Nacional de Estadística.

## Obras
Como escritor literario dejó una obra dispersa que ningún historiador de la literatura peruana ha intentado analizar. Sus composiciones poéticas han sido calificadas como equilibradas. José Toribio Polo incluyó sus poesías en Parnaso peruano (1916); pero otros críticos como Luis Alberto Sánchez no dieron relevancia a su creación poética. En 1916 se publicaron sus poesías por Ricardo Tizón y Bueno y la doctora Wu Brading publicó algunas (1991).
Ferreyros realizó también una traducción en prosa del Childe Harold de Lord Byron, que fue publicada póstumamente en la Revista de Lima (1873).
Pero, al margen de sus intentos literarios, Ferreyros dejó otras interesantes producciones: periodismo de combate, folletos, artículos y notas sobre asuntos de interés nacional, como por ejemplo su defensa de Ramón Castilla contra el ecuatoriano Pedro Montalvo. No son obras que necesariamente tengan un brillo literario, pero albergan una dialéctica sólida y un hondo amor patrio.

## Descendencia
Casado con María Josefa Basilia Senra y Echevarría, fue padre de numerosa prole. Destacaron dos de sus hijos:
- Manuel Ferreyros Senra (1833-1876), marino, uno de los «Cuatro Ases de la Marina de Guerra del Perú», junto con Miguel Grau, Aurelio García y García y Lizardo Montero.
- Carlos Ferreyros Senra (1843-1910), también marino, participó en la guerra del Pacífico teniendo una actuación destacada durante la campaña naval sirviendo a bordo de la cañonera Pilcomayo.

Otro hijo suyo, menos conocido, fue Eusebio Demetrio Ferreyros Senra (1847-1868), igualmente marino, el cual falleció durante el maremoto de Arica de 1868, al vararse la corbeta América en la que servía.